# Trockenbürsten

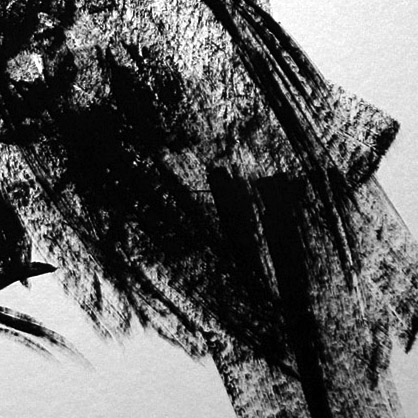
Ein Beispiel der Trockenbürsten-Technik, ausgeführt in schwarzer Acrylfarbe auf grobem Papier

Trockenbürsten oder auch Trockenmalen ist eine Maltechnik, bei der mit einem trockenen Pinsel nur wenig Farbe aufgenommen wird, um einen groben Pinselduktus zu erzielen. Hierbei werden die Malgrundtexturen besonders gut hervorgehoben.

## Anwendungsbereiche
In der Malerei wird diese Technik vor allem bei zeitgenössischen expressiven Malstilen verwendet, bei denen Acrylfarbe auf einem groben Malgrund aufgetragen wird. Grundsätzlich ist diese Maltechnik jedoch mit allen Farben auf Wasser- und Ölbasis umsetzbar. Speziell bei Aquarellfarben spricht man auch von granulieren.
Im Miniatur- und Modellbau wird diese Technik häufig auf Stoffen wie Plastik oder Holz zur realistischen Darstellung von Alterung, also z. B. abgenutztem Metall oder anderen Materialien, verwendet.
Zum Trockenbürsten nimmt man mit dem Pinsel etwas Farbe auf, die man anschließend an einem Tuch (Papier oder Stoff) wieder abstreicht, bis nur noch so viel Farbe auf dem Pinsel enthalten ist, dass die feine Textur des Tuches hervorgehoben wird. Mit der restlichen Menge an Farbe auf dem Pinsel wird über den zu bemalenden Gegenstand oder den Maluntergrund „gebürstet“. Bei dünnflüssigen Farben wie Tinte oder Aquarellfarbe wird der Pinsel nach der Farbaufnahme ausgedrückt, bis er beinahe trocken ist, bevor man mit dem „Bürsten“ beginnt. Diese Technik des Farbauftrags führt dazu, dass erhöhte Stellen oder Kanten hervorgehoben werden (denn nur an ihnen bleibt Farbe haften); bei Gegenständen wird die optische Plastizität verstärkt, und es entsteht ein Effekt von Abnutzung, Verschmutzung oder Alterung. In der Malerei können durch das Trockenbürsten beispielsweise Lichtreflexe dargestellt werden und es entsteht ein lebendiger Eindruck.

## Der trockene Pinsel

### Herkunft

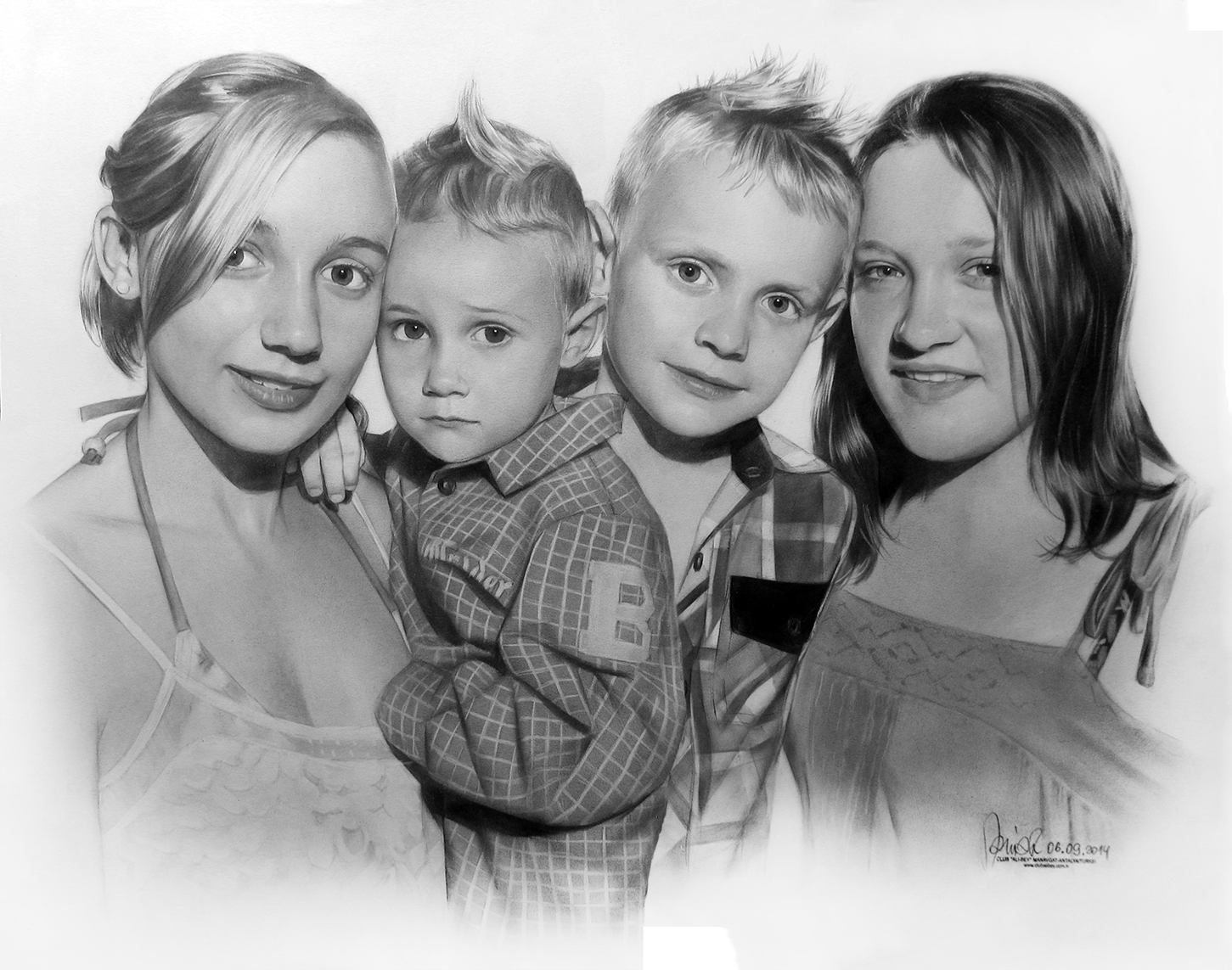
„Geschwister“. Papier, Ölfarbe. 50 × 70 cm. Trockenpinseltechnik

Aus der Trockenbürstentechnik entwickelte sich in kurzer Zeit eine eigenständige Maltechnik, und zwar  in Verbindung von Öl auf Aquarellpapier: der trockene Pinsel (engl.: dry brush). Die Technik entstand bei den Straßenmalern Mitte der 1980er Jahre auf der Arbat-Straße, der Fußgängerzone im historischen Herzen Moskaus. Dort wurden Passanten porträtiert, und das mit einfachen Mitteln in möglichst kürzester Zeit. In der Regel geschah dies mit Bleistift, Zeichenkohle oder Pastellkreide.
Es zeigte sich bald, dass sich zum Porträtieren die Malweise mit dem trockenen Pinsel perfekt eignet, und deshalb wurde sie dort bei vielen Straßenmalern schnell beliebt. Die Technik ermöglicht schnelles Zeichnen in hoher Qualität. Es ist möglich, direkt ohne Bleistiftvorzeichnung vom Anfang bis zur Fertigstellung zu arbeiten. Der Malprozess wird dadurch besonders schnell und faszinierend für den Zuschauer.
Allerdings kann auch mit einer Vorzeichnung begonnen werden, um danach in der Technik mit dem trockenen Pinsel weiterzumalen. Mit einer Vorzeichnung sind die Proportionen bereits festgelegt und eine gewisse Sicherheit für die Bildbearbeitung ist gewährleistet. Bilder, gemalt mit dem trockenen Pinsel, zeichnen sich durch die besonderen Übergänge von Licht und Schatten und hauchzarte Töne aus.
Inzwischen ist die Technik bekannt geworden, aber viel mehr in Russland als in anderen Ländern. Auch wenn ursprünglich diese Technik nur für Porträtmalerei entstand, hat sich mittlerweile herausgestellt, dass sie auch für andere Motive sehr gut geeignet ist.

Trockenpinseltechnik
Fantasieporträt in Trockenpinseltechnik
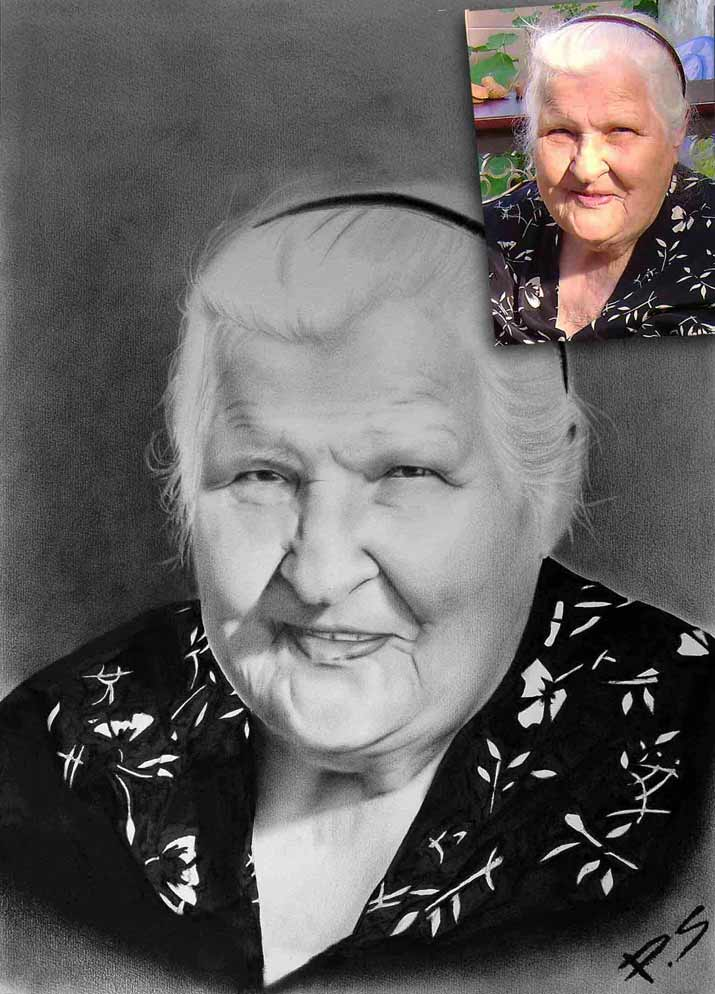
Porträt in Trockenpinseltechnik nach Fotovorlage
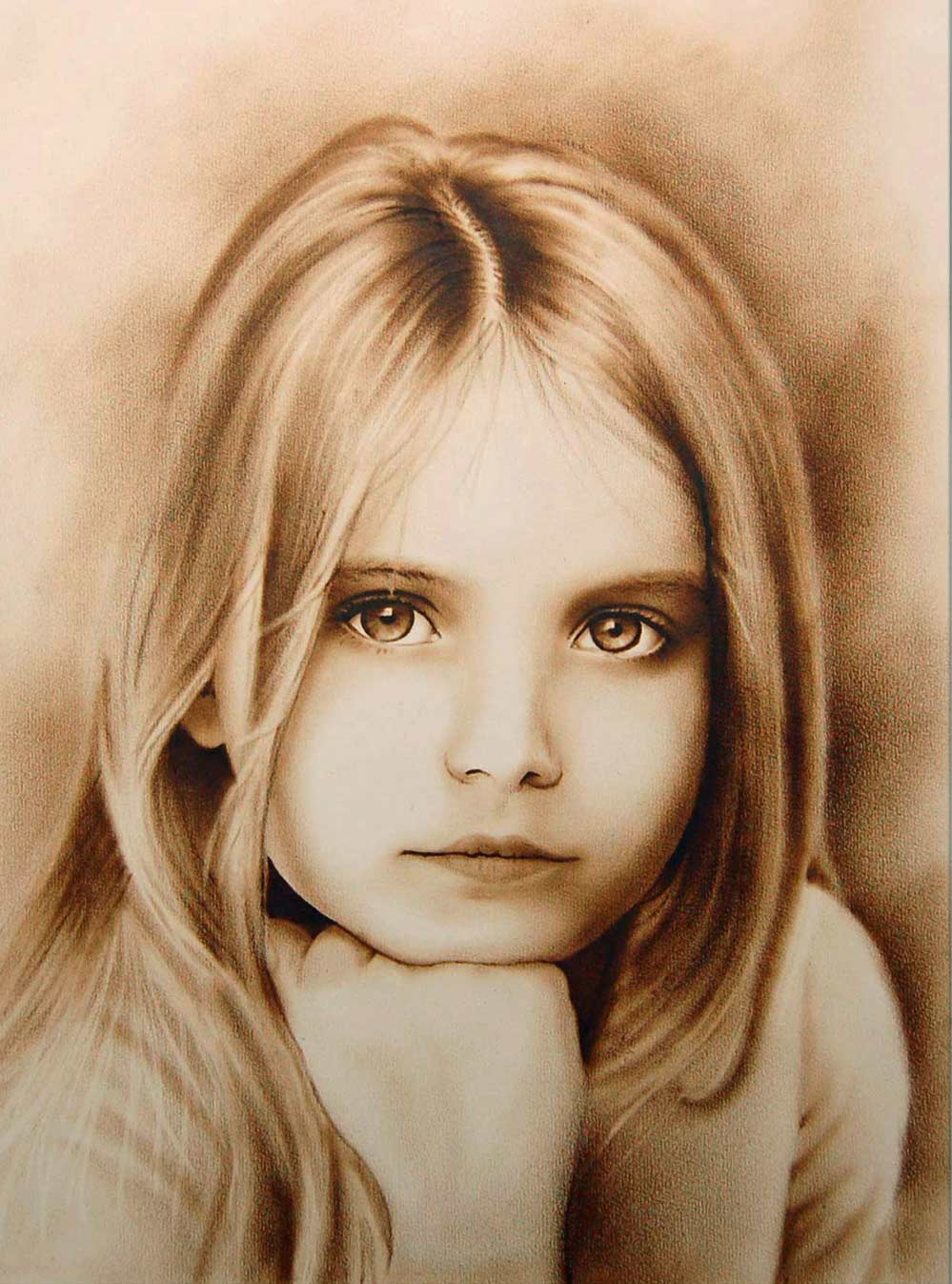
Porträt in Sepia-Öl-Trockenpinseltechnik

### Grundlagen
Für das Malen mit dem trockenen Pinsel wird nur eine geringe Menge Ölfarbe benötigt. Die Farbe wird mit wenigen Tropfen Leinöl verdünnt. Auf den Pinsel wird sehr wenig Farbe aufgenommen. Danach wird der Pinsel mit der Farbe auf der Palette gerieben, um das Öl von dem Pinsel wieder zu entfernen. Der Pinsel muss am Ende trocken bleiben. Mit dem Pinsel wird eine sehr dünne Farbschicht auf Aquarellpapier aufgetragen. Danach ist es möglich, mit einem Radiergummi verschiedene Radierungen für Lichteffekte und Details vorzunehmen.
Abschließend wirkt die Arbeit in Schwarz-Weiß ähnlich wie Kohle- oder feine Bleistiftzeichnung. Die Farbschicht kann nicht mehr verwischt oder abgetragen werden. Trotzdem muss die Arbeit wegen des empfindlichen Papiers unter einem Glasrahmen aufbewahrt werden.